# Ваня Павлова
Ваня Павлова е българска археоложка, специализирала в областта на средновековната археология. Тя е съставител и съредактор на двутомен сборник със статии от голяма международна конференция, участва със свои статии и материали в редица престижни издания в България и в чужбина, както и в каталози на международни изложби, има и две популярни издания за средновеквните накити на български и английски език. Тя е участник във всички експозиционни преустройства на Варненския археологически музей след 1981 г. и е автор или съавтор на няколко специални изложби.

## Биография
Ваня Павлова е родена на 30 ноември 1952 г. в град Варна, Народна република България. От 1975 г. участва във археологически разкопки към Варненския археологически музей. Завършва задочно с отличие специалност „Археология“ във Варненския свободен университет и става уредник и отговорник на Средновековния фонд в музея.
През годините трупа опит в разкопки и документиране на различни археологически обекти в Девня и Варна и Варненско, заедно с други колеги от музея, позволява на Ваня Павлова да стане един от най-добрите специалисти по средновековна археология. Това се отнася особено за средновековните български накити, където тя беше всепризнат капацитет у нас. Неслучайно, нейната монография "Средновековни български накити", издадена през 2008 г. предизвиква голям интерес у нас и в чужбина. Това налага нейното преиздаване на английски език, което тя за съжаление, така и не можа да види. Много ценни са и други нейни разработки – две големи студии за ранносредновековните ремъчни украси от Варненския музей (заедно с В. Плетньов), за средновековните мъжки колани от България и др.
Ваня Павлова е съставител и съредактор на двутомен сборник със статии от голяма международна конференция, участва със свои статии и материали в редица престижни издания у нас и в чужбина, както и в каталози на международни изложби, има и две популярни издания за средновековните накити на български и английски език. Тя е участник във всички експозиционни преустройства на Археологическия музей след 1981 г. и автор или съавтор на няколко специални изложби. Въпреки болестта си, работеше до последно върху поредната си научна статия, интересуваше се от музейните дела и следеше с радост успехите на своите колегите. Умира на 2 февруари 2010 г.